# Der Fall Winslow (1948)
Der Fall Winslow ist ein britisches Filmdrama des Regisseurs Anthony Asquith aus dem Jahr 1948. Das Drehbuch basiert auf dem gleichnamigen Bühnenstück des Drehbuchautors Terence Rattigan aus dem Jahr 1946 und hatte eine wahre Begebenheit im Jahr 1912 zur Grundlage. Die Erstaufführung in Deutschland fand am 20. Oktober 1949 statt.

## Handlung
Der 13-jährige Ronnie Winslow ist Kadett am in Osborne House untergebrachten Royal Naval College. Er wird des Diebstahls einer Postanweisung an einen Kameraden beschuldigt. Das Untersuchungsgremium, das dem Jungen keine Verteidigungsmöglichkeit zugesteht, befindet ihn schuldig. Sein Vater Arthur Winslow, ein Bankier, soll seinen Sohn vom College nehmen. Vater Winslow kann den Verdacht und das Urteil nicht akzeptieren. Mit seiner Tochter Catherine stellt er selbst Nachforschungen an, dabei hilft ihm sein Freund und Anwalt Desmond Curry. Curry bespricht sich sogleich mit dem besten Strafverteidiger Englands, Sir Robert Morton, sollte der Fall vor Gericht kommen.
Die britische Regierung hat kein Interesse an einem Prozess, der die Öffentlichkeit einbeziehen würde. Doch nach hitzigen Debatten im Unterhaus gibt die Regierung nach – der Fall kommt vor Gericht. Sir Robert Morton kann die belastenden Indizien entschärfen, die Regierung zieht das Urteil gegen Ronnie zurück. Zwar hat die Familie gewonnen, doch der Preis war hoch: Catherine verliert ihren Verlobten, John Watherstone, Bruder Richard kann sein Studium in Oxford nicht weiterführen, da durch die Prozesskosten kein Geld mehr für die Studiengebühren vorhanden ist und Vater Arthur Winslow hat seine Gesundheit aufs Spiel gesetzt.

## Hintergrund
- Der im Film genannte Premierminister Herbert Asquith existierte wirklich. Er war der Vater des Regisseurs und von 1908 bis 1916 britischer Premierminister.
- Oscargewinner Robert Donat (1940 ausgezeichnet) drehte nach diesem Film bis 1958 nur noch vier weitere Kinofilme.
- Im Remake von 1999 spielte Neil North ebenfalls mit, diesmal stellte er den Marineminister (First Lord of the Admiralty) dar.
- Kameramann Freddie Young konnte in seiner späteren Karriere dreimal den Oscar gewinnen: 1963, 1966 und 1971, Ton-Ingenieur John Cox einmal, 1963.

## Kritiken
„Atmosphärisch dichte, sehr gut gespielte Theaterverfilmung – ein Plädoyer für Gerechtigkeit und Demokratie.“

## Auszeichnungen
- 1949 wurde der Film für den United Nations Award der British Film Academy Awards nominiert.

## Weitere Verfilmungen
- 1958: The Winslow Boy – britischer Fernsehfilm mit Peter Cushing
- 1961: Der Fall Winslow – Deutscher Fernsehfilm mit Paul Dahlke, Alice Treff und Peter Pasetti
- 1990: The Winslow Boy – britischer Fernsehfilm mit Ian Richardson und Emma Thompson
- 1999: Winslow Boy – britischer Kinofilm von Regisseur David Mamet

## Soundtrack
- William Alwyn: The Winslow Boy. Suite. Auf: The Film Music of William Alwyn, Vol. 2. Chandos, Colchester 2001, Tonträger-Nr. CHAN 9959 – digitale Neueinspielung von Auszügen der Filmmusik durch das BBC Philharmonic unter der Leitung von Rumon Gamba